# Gabriac (Lozère)
Gabriac település Franciaországban, Lozère megyében. Lakosainak száma 102 fő (2022. január 1.). Gabriac Molezon, Sainte-Croix-Vallée-Française, Saint-André-de-Valborgne és Le Pompidou községekkel határos.

## Népesség
A település népességének változása:
| Lakosok száma | 107  | 107  | 102  | 106  | 105  | 99   | 100  | 100  | 100  | 102  |
|               | 1968 | 1982 | 1990 | 2006 | 2013 | 2015 | 2017 | 2019 | 2020 | 2022 |